# Cottonmouths de Columbus (SPHL)
Pour les articles homonymes, voir Cottonmouths de Columbus.
Les  Cottonmouths de Columbus sont une franchise professionnelle de hockey sur glace en Amérique du Nord qui évolue dans la Southern Professional Hockey League.

## Historique
La franchise est créée en 2004 et participe à la SPHL.

## Logos successifs

Évolution du logo
Logo de 2004 à 2014.
Logo 2014-2016.
Depuis 2016.

## Statistiques
| No | Saison    | PJ | V  | D  | DP | DTB | BP  | BC  | Pts | Classement | Séries éliminatoires | Entraîneur     |
| -- | --------- | -- | -- | -- | -- | --- | --- | --- | --- | ---------- | -------------------- | -------------- |
| 1  | 2004-2005 | 56 | 30 | 26 |    |     | 224 | 200 | 60  | 5e place   | Champions des séries | Jerome Bechard |
| 2  | 2005-2006 | 56 | 34 | 16 | 3  | 3   | 247 | 182 | 74  | 2e place   | Défaite au 1er tour  | Jerome Bechard |
| 3  | 2006-2007 | 56 | 36 | 18 | 1  | 1   | 217 | 181 | 74  | 1er place  | Défaite au 1er tour  | Jerome Bechard |
| 4  | 2007-2008 | 52 | 22 | 24 | 4  | 2   | 168 | 186 | 50  | 5e place   | Défaite au 1er tour  | Jerome Bechard |
| 5  | 2008-2009 | 60 | 31 | 22 | 5  | 2   | 194 | 196 | 69  | 2e place   | Défaite au 1er tour  | Jerome Bechard |
| 6  | 2009-2010 | 56 | 22 | 27 | 5  | 2   | 171 | 207 | 51  | 6e place   | Défaite au 1er tour  | Jerome Bechard |
| 7  | 2010-2011 | 56 | 29 | 20 | 5  | 2   | 169 | 171 | 58  | 4e place   | Défaite au 2e tour   | Jerome Bechard |
| 8  | 2011-2012 | 56 | 35 | 16 | 3  | 2   | 185 | 155 | 75  | 2e place   | Champions des séries | Jerome Bechard |
| 9  | 2012-2013 | 56 | 28 | 24 | 1  | 3   | 149 | 138 | 60  | 5e place   | Défaite au 1er tour  | Jerome Bechard |
| 10 | 2013-2014 | 56 | 27 | 26 | 2  | 1   | 183 | 173 | 57  | 6e place   | Finalistes           | Jerome Bechard |
| 11 | 2014-2015 | 56 | 33 | 19 | 2  | 2   | 182 | 161 | 70  | 2e place   | Défaite au 2e tour   | Jerome Bechard |
| 12 | 2015-2016 | 56 | 19 | 29 | 6  | 2   | 124 | 186 | 46  | 9e place   | Non qualifiés        | Jerome Bechard |
| 13 | 2016-2017 | 56 | 22 | 30 | 2  | 2   | 153 | 199 | 48  | 8e place   | Défaite au 1er tour  | Jerome Bechard |